# TV Perú 7.4
TV Perú 7.4 fue un canal de televisión público de programación netamente cultural y educativa del Perú. Era operado por el Instituto Nacional de Radio y Televisión del Perú (IRTP).

## Historia
Después del antecedente de Presencia cultural, el canal se empezó a transmitir desde el 2 de diciembre de 2013 en el canal virtual 7.4 de la TDT. Emitía programas dedicados a la cultura y al arte, como documentales y cine iberoamericano. El último canal que pudo emitirse fue en las ciudades de Arequipa, Ilo, Camaná, Trujillo, entre otros. Tiempo después, se incluyó programación amenizado con entretenimiento. Cesó sus emisiones en junio de 2016 y fue reemplazado por Canal IPe.

## Eslóganes
- 2013-2016: La señal cultural del Perú.

## Programas
- Costumbres
- Reportaje al Perú
- Casa Tomada
- Miski Takiy
- La Función de la Palabra
- DOCTV Latinoamérica
- Cine Clásico
- Mediodía Criollo
- Museos Puertas Abiertas
- Noches de Espectáculo
- Cántame tu Vida
- El Placer de los Ojos
- Callecitas de Antaño